# Теорема Уитни о вложении
Теорема Уитни о вложении — утверждение дифференциальной топологии, согласно которому произвольное гладкое {\displaystyle m}-мерное многообразие со счётной базой допускает гладкое вложение в {\displaystyle 2m}-мерное евклидово пространство. Установлено Хасслером Уитни в 1938 году.
Этот результат оптимален, например, если {\displaystyle m} — степень двойки, то {\displaystyle m}-мерное проективное пространство
невозможно вложить в {\displaystyle (2m-1)}-мерное евклидово пространство.

## Схема доказательства
Случаи {\displaystyle m=1} и {\displaystyle m=2} устанавливаются напрямую.
Для доказательства случая {\displaystyle m\geqslant 3} используется факт, что гладкое отображение общего положения {\displaystyle f\colon M\to \mathbb {R} ^{2m}} является погружением с конечным количеством точек трансверсального самопересечения.
Избавиться от этих точек самопересечения можно, несколько раз применив трюк Уитни.
Он состоит в следующем. Возьмем точки {\displaystyle p,q\in \mathbb {R} ^{2m}} самопересечения отображения {\displaystyle f}, имеющие разные знаки. Возьмем точки {\displaystyle x_{p},y_{p},x_{q},y_{q}\in M}, для которых {\displaystyle f(x_{p})=f(y_{p})=p} и {\displaystyle f(x_{q})=f(y_{q})=q}. Соединим {\displaystyle x_{p}} и {\displaystyle x_{q}} гладкой кривой {\displaystyle x\subset M}. Соединим {\displaystyle y_{p}} и {\displaystyle y_{q}} гладкой кривой {\displaystyle y\subset M}. Тогда {\displaystyle f(x\cup y)} есть замкнутая кривая в {\displaystyle \mathbb {R} ^{2m}}. Далее построим отображение {\displaystyle h\colon D^{2}\to \mathbb {R} ^{2m}} с границей {\displaystyle h(\partial D^{2})=f(x\cup y)}. В общем положении, {\displaystyle h} является вложением и {\displaystyle h(D^{2})\cap f(M)=h(\partial D^{2})} (как раз здесь используется то, что {\displaystyle m\geqslant 3}). Тогда можно изотопировать {\displaystyle f} в маленькой окрестности диска {\displaystyle h(D^{2})} так, чтобы эта пара точек самопересечения исчезла. В последнее утверждение легко поверить, представив картинку для {\displaystyle m=1} (в которой свойства диска оказались выполнены случайно, а не по общему положению).
Аккуратное доказательство приведено в пункте 22.1 книги Прасолова.
Приведем набросок другого способа избавиться от точек самопересечения отображения общего положения {\displaystyle f\colon M\to \mathbb {R} ^{2m}}. Он основан на важной идее поглощения. (Иногда данное применение этой другой идеи ошибочно называют трюком Уитни.) Возьмем точку {\displaystyle p\in \mathbb {R} ^{2m}} самопересечения отображения {\displaystyle f}. Возьмем точки {\displaystyle x,y\in M}, для которых {\displaystyle f(x)=f(y)=p}. Соединим {\displaystyle x} и {\displaystyle y} гладкой кривой {\displaystyle l\subset M}. Тогда {\displaystyle f(l)} есть замкнутая кривая в {\displaystyle \mathbb {R} ^{2m}}. Далее построим отображение {\displaystyle h\colon D^{2}\to \mathbb {R} ^{2m}} с границей {\displaystyle h(\partial D^{2})=f(l)}. В общем положении, {\displaystyle h} является вложением и {\displaystyle h(D^{2})\cap f(M)=h(\partial D^{2})} (как раз здесь используется то, что {\displaystyle m\geqslant 3}). Теперь можно изотопировать {\displaystyle f} в маленькой окрестности диска {\displaystyle h(D^{2})} так, чтобы эта точка самопересечения исчезла.
См. детали и обобщения в книге Рурке и Сандерсона и параграфе 8 обзора Скопенкова.
Это рассуждение обычно проводят в кусочно-линейной категории.
В гладкой же категории (как здесь) для последней деформации нужно использовать теорему Хефлигера о незаузленности сфер (см. ).

## Вариации и обобщения
Пусть {\displaystyle M} есть гладкое {\displaystyle m}-мерное многообразие, {\displaystyle m>1}.
- Если {\displaystyle m} не является степенью двойки, тогда существует вложение {\displaystyle M} в {\displaystyle \mathbb {R} ^{2m-1}}
- {\displaystyle M} может быть погружено в {\displaystyle \mathbb {R} ^{2m-1}}
  - Более того {\displaystyle M} может быть погружено в {\displaystyle \mathbb {R} ^{2m-a}}, где {\displaystyle a} есть число единиц в двоичном представлении {\displaystyle m}.
    - Последний результат оптимален, для любого {\displaystyle m} можно построить {\displaystyle m}-мерное многообразие (произведение вещественных проективных пространств), которое невозможно погрузить в {\displaystyle \mathbb {R} ^{2m-a-1}}.
- Теорема Мостоу — Паласа[англ.] даёт эквивариантный вариант теоремы Уитни о вложении.[4][5]